# Parafia św. Kazimierza Królewicza w Orłowie
Parafia św. Kazimierza Królewicza w Orłowie – parafia rzymskokatolicka pod wezwaniem św. Kazimierza Królewicza należąca do dekanatu Giżycko - św. Krzysztofa w diecezji ełckiej. 
Parafia została erygowana kanonicznie w 1981 przez biskupa warmińskiego Jana Obłąka. Wcześniej parafia stanowiła część parafii Chrystusa Zbawiciela w Wydminach. W 1948 powstała kaplica filialna tej parafii. W 1961 opieka nad kaplicą została powierzona ks. Leonowi Szadkowskiemu, który w 1963 r. na stałe zamieszkał w Orłowie. W 1964 z pierwszą wizytacją biskupią przybył do Orłowa biskup warmiński Józef Drzazga. W 1965 został nabyty dom, który do dzisiaj stanowi parafialną plebanię. W 1976 ks. Henryk Frączkowski rozpoczął kompleksową przebudowę kaplicy. 
Urząd proboszcza parafii pełni obecnie ks. Paweł Piekarowicz.
Na terenie parafii funkcjonuje kaplica dojazdowa w Lipowie.